# Casa-Convento de Santa Teresa
La casa-convento de Santa Teresa (denominada también casa de Santa Teresa) es una vivienda donde residió Santa Teresa de Jesús en Salamanca (en la actual Plaza de Santa Teresa). La casa fue propiedad del Comendador Juan Antonio Ovalle Prieto y se encuentra cercana a la Iglesia de San Juan de Barbalos. Su construcción data de finales del siglo XV. Vivirá Santa Teresa en la ciudad, justo en esta vivienda, durante un periodo de casi cuatro años. 

## Historia
Tras el periplo de Santa Teresa por diversos lugares de Castilla realizando fundaciones de Conventos, entra en la ciudad por primera vez el 31 de octubre de 1570 donde provisionalmente se establece con el objeto de dar inicio a que será su séptima fundación. Se trata del Convento de San José de Carmelitas Descalzas ubicado en el casco histórico de la ciudad. En su estancia de 1573 obedeciendo a su director, el jesuita Ripalda, redactó el libro de sus fundaciones. En esta casa-convento escribe el "Vivo sin vivir en mí".

## Características
La fachada del edificio es simple, construida en piedra franca. Tiene un portón en arco de medio punto construida con grandes dovelas, sobre dicho portón se encuentra una ventana flanqueada por dos escudos originales. En su interior se abre un patio. 